# Gwiazda Ruda Śląska
Gwiazda Ruda Śląska – polski klub futsalu z Rudy Śląskiej, występujący w [ekstraklasie] futsalowej, drugiej w hierarchii klasie rozgrywek w Polsce.

## Historia
W czerwcu 2000 roku rozpoczęły się działania mające na celu założenie Stowarzyszenia Sympatyków Piłki Nożnej Pięcioosobowej w Rudzie Śląskiej. W sierpniu tego samego roku odbyło się pierwsze posiedzenie Zarządu Stowarzyszenia, podczas którego zatwierdzono uchwały, dotyczące powołania sekcji seniorów i zgłoszenie jej do rozgrywek centralnych Polskiej Ligi Halowej pod nazwą Klub Piłkarski Ruda Śląska oraz powołania szkółki piłkarskiej która ma obejmować dzieci do 11 roku życia.
W rozgrywkach na najwyższym szczeblu Gwiazda zadebiutowała w sezonie 2008/2009. Sezon ten zakończyła na dwunastym – ostatnim miejscu w tabeli, jednak pokonanie w barażach Gazownika Wawelno dało jej utrzymanie w lidze. W kolejnym sezonie drużyna zajęła przedostatnie miejsce, ale w związku z wycofaniem się z rozgrywek po sezonie Hurtapu Łęczyca po raz kolejny się utrzymała. W sezonie 2010/2011 po raz kolejny Gwiazda zajęła przedostatnie miejsce i po raz kolejny utrzymała się dzięki wycofaniu się innych drużyn z rozgrywek. Następny sezon okazał się najlepszy w historii klubu. Po sezonie zasadniczym zespół zajmował szóste miejsce co premiowało go do udziału w fazie play off, gdzie został wyeliminowany w ćwierćfinale przez późniejszego mistrza Polski Akademię FC Pniewy. W rywalizacji o miejsca 5.- 8. Gwiazda zajęła ósme miejsce. W sezonie zasadniczym 2012/2013 Gwiazda Ruda Śląska zajęła jedenaste miejsce w tabeli, co daje możliwość walki o utrzymanie w fazie play-out. Po zakończeniu sezonu 2011/2012 Gwiazda zajmuje dwudzieste czwarte miejsce w tabeli wszech czasów.